# Райзгис, Аудрюс
Аудрюс Райзгис (лит. Audrius Raizgys; род. 4 апреля 1969, Плунге) — литовский легкоатлет, специалист по тройным прыжкам. Выступал на профессиональном уровне в 1991—2005 годах, многократный чемпион Литвы, чемпион России, действующий рекордсмен Литвы на открытом стадионе и в помещении, участник летних Олимпийских игр в Атланте. Мастер спорта СССР.

## Биография
Аудрюс Райзгис родился 4 апреля 1969 года в городе Плунге, Литовская ССР. Окончил местную среднюю школу.
Серьёзно заниматься лёгкой атлетикой начал в 1987 году, в следующем сезоне уже выполнил норматив мастера спорта СССР. В течение десяти последующих лет проходил подготовку под руководством заслуженного тренера СССР Витольда Анатольевича Креера.
В 1991 году впервые стал чемпионом Литвы в тройном прыжке и затем неоднократно выигрывал национальный титул.
В 1992 году в составе литовской сборной принял участие в чемпионате Европы в помещении в Генуе, показав в тройном прыжке пятый результат. Также в этом сезоне одержал победу на открытом чемпионате России в Москве.
В 1993 году прыгал тройным на чемпионате мира в помещении в Торонто и на чемпионате мира в Штутгарте, в обоих случаях остановился на предварительных квалификационных этапах.
В 1994 году одержал победу на международном турнире «Русская зима» в Москве, занял 12-е место на чемпионате Европы в помещении в Париже и восьмое место на чемпионате Европы в Хельсинки.
В 1995 году на домашних турнирах в Паневежисе и Вильнюсе установил ныне действующие национальные рекорды Литвы в тройном прыжке в помещении и на открытом стадионе — 17,03 и 17,29 соответственно. Выступил на чемпионате мира в помещении в Барселоне и на чемпионате мира в Гётеборге.
Благодаря череде успешных выступлений в 1996 году удостоился права защищать честь страны на летних Олимпийских играх в Атланте — на предварительном квалификационном этапе прыгнул на 16,38 метра, чего оказалось недостаточно для выхода в финал.
В 1997 году среди прочего участвовал в чемпионате мира в Афинах, в финал не вышел.
В 1998 году стартовал на чемпионате Европы в помещении в Валенсии и на чемпионате Европы в Будапеште.
В 1999 году отметился выступлением на чемпионате мира в Севилье.
Завершил спортивную карьеру по окончании сезона 2005 года.